# Мельников, Станислав Анатольевич
Станислав Анатольевич Мельников — украинский бегун на короткие дистанции, который специализируется в беге на 400 метров с барьерами. На олимпийских играх 2012 года смог дойти до полуфинала, в котором показал результат 50,19.

## Личные рекорды
- 400 метров — 46,54
- 400 метров с барьерами — 49,09

## Достижения
| 2006 | Чемпионат мира среди юниоров    | Пекин     | 3-е       | 400 метров с/б | 50,43   |
| 2009 | Чемпионат Европы в помещении    | Турин     | 12-е (h)  | 400 метров     | 47,24   |
| 2009 | Чемпионат Европы среди молодёжи | Каунас    | 2-е       | 400 метров с/б | 49,88   |
| 2009 | Чемпионат мира                  | Берлин    | 23-е (h)  | 400 метров с/б | 50,41   |
| 2010 | Чемпионат Европы                | Барселона | 3rd       | 400 метров с/б | 49,09   |
| 2011 | Чемпионат мира                  | Тэгу      | 18-е (sf) | 400 метров с/б | 49,74   |
| 2012 | Чемпионат Европы                | Хельсинки | 3rd       | 400 метров с/б | 49,69   |
| 2012 | Чемпионат Европы                | Хельсинки | 7-е       | эстафета 4x400 | 3.04,56 |